# Secretaria de Desenvolvimento Econômico e Turismo do Estado do Rio Grande do Sul
A Secretaria de Turismo do Estado do Rio Grande do Sul (SETUR-RS) é o órgão central estadual responsável pelo turismo. 
A secretaria trabalha para a atividade turística cadastrando as empresas do setor tais como as agências de viagens e turismo, as Operadoras de Turismo, as Transportadoras turísticas  e os profissionais como ao turismólogos, os Agentes de viagens além de produzir o Planejamento do setor e fomentar a atividade.

## Turismo Internacional
No turismo internacional, o país que mais envia turistas para o Brasil é a Argentina, com quase um milhão de pessoas por ano. Estes turistas geralmente entram de automóvel pelo Rio Grande do Sul em direção as praias de Santa Catarina.

## Sítios paleontológicos

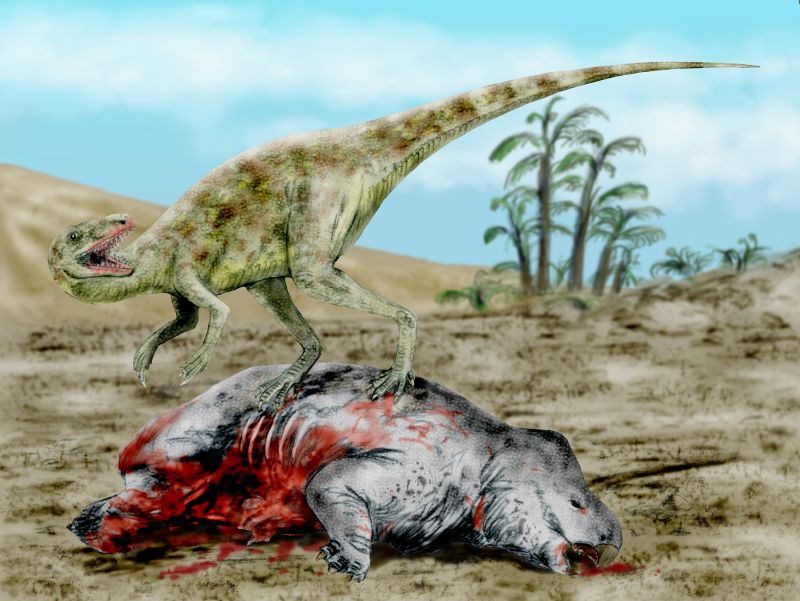
Estauricossauro foi o primeiro dinossauro brasileiro, encontrado no Sítio Paleontológico Sanga da Alemoa.

O Sítio Paleontológico Sanga da Alemoa é historicamente o mais importante sítio paleontológico do Estado do Rio Grande do Sul. Neste local que foi encontrado o Estauricossauro, primeiro dinossauro brasileiro e um dos mais antigos encontrados no planeta. Grandes pesquisadores passaram por este local e ajudaram a formar a paleontologia brasileira. O Sítio é conhecido internacionalmente por suas grandes contribuições e encontra-se na área urbana da cidade de Santa Maria, perto de um grande entroncamento rodoviário. 
O Sítio Paleontológico Chiniquá esta localizado na margem da movimentada rodovia BR-287 é um local de grande importância histórica

## Geoparque UNESCO
Na década de 80 a cidade de Mata, apoiada por São Pedro do Sul e Santa Maria, solicitaram à UNESCO que a região fosse classificada como patrimônio da humanidade. Nesta época, a UNESCO não tinha uma solução para o patrimônio geológico mundial.
O conceito de geoparque criado e difundido na Europa, foi adotado pela UNESCO, em 1998. Para que um geoparque entre na rede de geoparque da UNESCO, é necessário que alguns critérios sejam cumpridos:
- Fazer uma consulta ampla em todos os mais de 41 municípios envolvidos.
- Unir a iniciativa privada e o poder público dos Municípios, Estado e União.
- Criar um modelo economicamente sustentável, usando o Turismo, Pesquisa e Educação em Paleontologia.
- O Turismo deve ser a fonte geradora de receita para cobrir os custos com Pesquisa e Educação.
- Ajudar a preservar o patrimônio fóssil para as futuras gerações.

A certificação da UNESCO é um aval para o turista e que garante que há um turismo responsável no geoparque e com uma infraestrutura para receber o turista.
Atualmente a demanda de turistas é muito baixa, mas com potencial para crescer. Para que o geoparque torne-se economicamente sustentável, é necessário que a demanda atual de 10 mil turistas por ano suba para 150 mil turistas anuais, para ultrapasse o ponto de equilíbrio econômico.